# Vincenzo Brenna
Pour les articles homonymes, voir Brenna (homonymie).
Vincenzo Brenna (né le 20 août 1745 à Florence et mort le 17 mai 1820 à Dresde) est un architecte, décorateur et peintre suisse-italien qui a réalisé l'essentiel de sa carrière en Russie comme architecte attitré du tsar Paul Ier.

## Biographie

### Formation
Vincenzo Brenna est le fils de Francesco, dont la famille est originaire du canton suisse du Tessin.
Brenna étudie, à partir de 1767, l'artisanat dans l'atelier romain de Stefano Pozzi avec son contemporain le plus connu Giacomo Quarenghi. Quarenghi, qui se destinait à la peinture, s'est converti à l'architecture sous l'influence de Brenna et a même donné plus tard à Brenna, qui avait trois ans de moins que Quarenghi, le mérite d'être « mon premier professeur d'architecture ». Brenna lui-même n'a pas eu de chance dans l'architecture tangible ; au lieu de cela, à la demande de Lodovico Mirri, sous les auspices du pape Clément XIII, il examine les reliques de Rome avec Franciszek Smuglewicz. Leurs dessins, gravés par Marco Carloni, sont publiés à la fin des années 1770 sous le nom de Vestigia delle Terme di Tito.  Un autre ensemble de dessins de Brenna, créés au plus tard en 1781 et gravés par Giovanni Cassini, est publié en trois folios (380 feuilles) de 1781 à 1788.  On ne sait pas si Brenna a eu la chance de rencontrer Charles Cameron, qui a également arpenté Rome dans les années 1770, avant l'arrivée de Brenna en Russie. Brenna finit par "arriver à une conception plus théâtrale de l'Antiquité que l'Écossais" et créa une architecture radicalement différente de celle de Cameron.

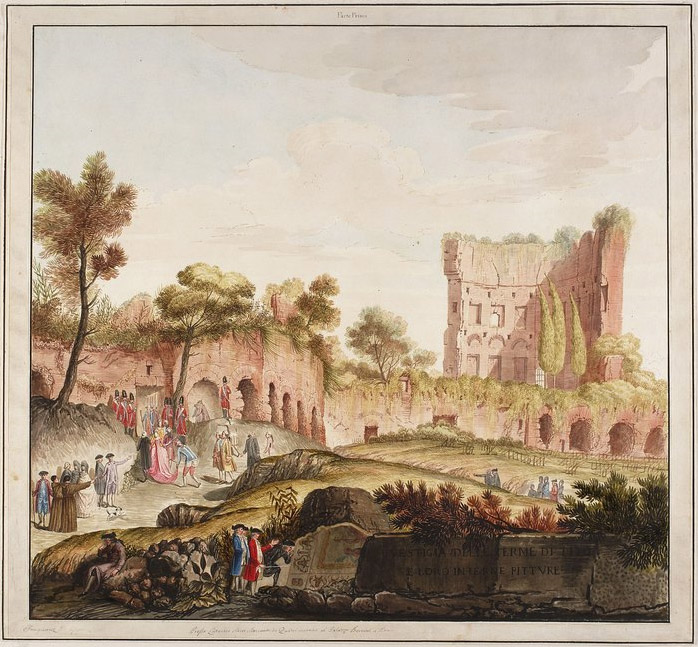
Thermes de Titus dans le Vestigia delle Terme di Tito par Smuglewicz, Brenna et Carloni

### De la Pologne à la Russie
Brenna rencontre Stanisław Kostka Potocki, un amateur riche et instruit qui a besoin d'artistes professionnels. Brenna suit Potocki en Pologne où il prépare deux ébauches d'une église à Ujazdow.  Il reçoit des commissions pour décorer le palais de Potocki à Natolin et peint notamment le plafond du salon ovale, peinture qui existe toujours. pour lequel "s'est dédommagé" de la collection d'art de son patron. Selon Lanceray, Brenna a également peint des fresques à Varsovie pour le roi Stanisław August Poniatowski.
À la fin de 1781, le tsarévitch Paul Pétrovitch et son épouse Maria Féodorovna, voyageant pour un Grand Tour d'Europe sous les noms de Comte et Comtesse du Nord, remarquent le travail de Brenna à Varsovie. Paul, conscient que Charles Cameron avait besoin de décorateurs d'intérieur pour son palais de Pavlovsk, offre un emploi à Brenna à Pavlovsk.  Brenna et son assistant Franz Labensky sont officiellement embauchés par Maria pour un salaire annuel de départ de 200 roubles.  Les sources les plus récentes (Shvidkovsky) datent l'arrivée de Brenna en Russie au début de 1784 ; Lanceray indique que les premiers brouillons russes de Brenna sont datés de 1783.
Pendant que Paul et Maria étaient en Europe, Cameron commence à montrer des signes d'aversion quant à leur ingérence dans son travail. Les intermédiaires de la cour réprimèrent le conflit pendant un certain temps, mais en 1785, Maria elle-même se lasse de l'inefficacité présumée de Cameron et l'averti, par l'intermédiaire du comte Kuchelbecker, qu'il ne serait plus commissionné pour d'autres travaux.  Si l'influence de Cameron s'est estompée, celle de ses assistants, y compris Brenna, augmente, alimentée en partie par le comportement affirmé et sûr de soi des Italiens. Brenna est en fait au milieu de " la bataille des palais ", liée à la mésentente entre Catherine et Paul et qui se retrouve dans leurs visions différentes de l'architecture, " cachée des non-initiés mais connue à la cour ". Catherine a fait le premier pas, rasant les tours gothiques de Bajenov du palais Tsaritsyno. Cameron, licencié par Paul, est la deuxième victime. Paul le soupçonnait d'exécuter les ordres de Catherine : Cameron lui construit « un monde nettement privé », pas un palais impérial. Brenna, déjà un serviteur de confiance de Paul, est un remplaçant idéal. Selon Lanceray, Paul a utilisé Brenna pour visualiser ses fantasmes architecturaux dès 1783-1785. Maria favorise également Brenna : en 1787, elle écrivit qu'elle était "fascinée par le travail de Brenna" hérité de Cameron.
En 1789,  Brenna reçoit son premier projet architectural tangible : le remodelage de la suite d'étude de Paul à Pavlovsk. En 1794, Brenna est récompensé par un lot de terres près du palais de Pavlovsk. Le barbier de confiance de Paul, le comte Ivan Kutaisov, un autre propriétaire de Pavlovsk, devient le premier client privé de Brenna : il lui commande une datcha d'été dans le "style médiéval".  À cette époque, Brenna gagne 750 roubles par an, mais lorsque Paul montera sur le trône en 1796, le salaire de Brenna atteindra 3 550 roubles.

## Ses réalisations en Russie
Vincenzo Brenna a travaillé à l'agrandissement des palais impériaux des environs de Saint-Pétersbourg (Gatchina et Pavlovsk), et a réalisé le château Saint-Michel et le Manège Mikhaïlovsky à Saint-Pétersbourg. L'Obélisque de Roumiantsev a été réalisé sur ses plans.